# Laekvere
Laekvere är en ort i Estland. Den ligger i Laekvere kommun och landskapet Lääne-Virumaa, i den centrala delen av landet, 110 km öster om huvudstaden Tallinn. Laekvere ligger 122 meter över havet och antalet invånare är 472.